# Кружна
Кружна (словац. Kružná) — село в окрузі Рожнява Кошицького краю Словаччини, історична область Гемера. Площа села 6,91 км². Станом на 31 грудня 2016 року в селі проживало 488 жителів.

## Історія
Перші згадки про село датуються 1327 роком.

## Населення
| Рік:            | 1994. | 2004.   | 2014.   | 2024.   |
| --------------- | ----- | ------- | ------- | ------- |
| Кількість осіб: | 545   | 522     | 475     | 445     |
| Різниця:        |       | -4,22 % | -9,00 % | -6,31 % |

| Рік:            | 2023. | 2024.   |
| --------------- | ----- | ------- |
| Кількість осіб: | 456   | 445     |
| Різниця:        |       | -2,41 % |